# Križevci pri Ljutomeru
Križevci pri Ljutomeru – wieś w Słowenii, w gminie Križevci. W 2018 roku liczyła 473 mieszkańców.